# Campionati mondiali di ginnastica aerobica 2000
I Campionati mondiali di ginnastica aerobica 2000 sono stati la 6ª edizione della competizione organizzata dalla Federazione Internazionale di Ginnastica.
Si sono svolti a Riesa, in Germania, dal 2 al 4 giugno 2000.

## Medagliere
| Pos.   | Nazione       | Oro | Argento | Bronzo | Totale |
| ------ | ------------- | --- | ------- | ------ | ------ |
| 1      | Romania       | 2   | 1       | 1      | 4      |
| 2      | Russia        | 1   | 0       | 1      | 2      |
| 3      | Spagna        | 1   | 0       | 0      | 1      |
| 4      | Corea del Sud | 0   | 2       | 1      | 3      |
| 5      | Brasile       | 0   | 1       | 0      | 1      |
| 6      | Romania       | 0   | 0       | 1      | 1      |
| Totale | Totale        | 4   | 4       | 4      | 12     |

## Podi
| Evento                | Oro             | Argento        | Bronzo             |
| Individuale maschile  | Jonatan Canada  | Kwang-Soo Park | Claudiu Moldovan   |
| Individuale femminile | Izabela Lăcătuș | Isamara Secati | Ludmila Kovatcheva |
| Coppia mista          | Russia          | Romania        | Corea del Sud      |
| Trio                  | Romania         | Corea del Sud  | Russia             |